# Campagne (Landes)
Campagne è un comune francese di 957 abitanti situato nel dipartimento delle Landes nella regione della Nuova Aquitania.

## Società

### Evoluzione demografica
Abitanti censiti